# Френсіс Реймонд Фосберг
Френсіс Реймонд (Рей) Фосберг (англ. Francis Raymond Fosberg, 1908–1993) — американський ботанік. Плідний колекціонер та автор, він відіграв значну роль у дослідженнях коралових рифів та островів.

## Біографія
Френсіс Реймонд Фосберг народився 20 травня 1908 року в місті Спокен штату Вашингтон. Дитинство Фосберга проходило у місті Терлок у Каліфорнії.
У 1930 році отримав ступінь бакалавра мистецтв з ботаніки в Коледжі Помони. Згодом Фосберг працював в Музеї природної історії округу Лос-Анджелес, вивчав рослинність Канальних островів та пустелі Сонора.
У 1932 році переїхав в Гонолулу і став працювати в Гавайському університеті як асистент Гарольда Сент-Джона. У 1934 році разом з Сент-Джоном взяв участь у Мангаревській експедиції Чарлза Монтагю Кука. Ботаніки привезли з Полінезії понад 15 тисяч зразків рослин.
У 1937 році Фосберг отримав ступінь магістра наук в Гавайському університеті, у 1939 став доктором філософії у Пенсильванському університеті. З 1951 року Рей працював у Геологічній службі США.
Френсіс Реймонд Фосберг помер 25 вересня 1993 року в Фолс-Черч.

## Рід та деякі види рослин, названі на честь Ф.Р.Фосберга
- Fosbergia Tirveng. & Sastre, 1997
- Arachnothryx fosbergii Steyerm., 1967
- Adenostemma fosbergii R.M.King & H.Rob., 1974
- Aphelandra fosbergii Leonard, 1958
- Athyrium fosbergii Copel., 1938
- Chamaesyce fosbergii J.Florence, 1996 [syn.  Euphorbia fosbergii (J.Florence) Govaerts, 2000]
- Cussonia fosbergiana Bernardi, 1966 [syn.  Schefflera fosbergiana (Bernardi) Bernardi, 1969]
- Diplostephium fosbergii Cuatrec., 1953
- Ectropothecium fosbergii E.B.Bartram, 1940
- Emilia fosbergii Nicolson, 1975
- Epidendrum fosbergii Hágsater & Dodson, 2001
- Eragrostis fosbergii Whitney, 1937
- Eurya fosbergii Whistler, 2004
- Galium fosbergii Dempster, 1988
- Gardenia fosbergii Tirveng., 1983
- Ilex fosbergiana S.Y.Hu, 1971
- Marcgravia fosbergiana Ewan, 1951
- Markea fosbergii Hunz., 1997
- Miconia fosbergii Wurdack, 1965
- Microchilus fosbergii Ormerod, 2005
- Mikania fosbergii H.Rob. & W.C.Holmes, 2002
- Monnina fosbergii Ferreyra, 1990 [syn.  Pteromonnina fosbergii (Ferreyra) B.Eriksen, 1993]
- Munnozia fosbergii H.Rob., 1976
- Myrsine fosbergii Hosaka, 1940 [syn.  Rapanea fosbergii (Hosaka) O.Deg. & I.Deg., 1971]
- Opuntia ×fosbergii C.B.Wolf, 1938 [syn.  Cylindropuntia ×fosbergii (C.B.Wolf) Rebman, M.A.Baker & Pinkava, 2001]
- Peperomia fosbergii Yunck., 1937
- Perezia fosbergii Tovar, 1955
- Pluchea fosbergii Cooperr. & M.Galang, 1965
- Psychotria fosbergii Steyerm., 1972
- Schleinitzia fosbergii Nevling & Niezgoda, 1978
- Senecio fosbergii Cuatrec., 1953 [syn.  Talamancalia fosbergii (Cuatrec.) B.Nord., 1996]
- Solanum fosbergianum D'Arcy, 1973
- Sphaeradenia fosbergii Harling, 1958
- Tinospora fosbergii Kundu, 1976
- Themistoclesia fosbergii A.C.Sm., 1953
- Trichospermum fosbergii Kosterm., 1972